# Лісова сільська рада
Лісова́ сільська рада (рос. Лесной сельский совет) — муніципальне утворення у складі Чишминського району Башкортостану, Росія. Адміністративний центр та єдиний населений пункт — село Алкіно-2.

## Населення
Населення — 5246 осіб (2019, 4996 у 2010, 5020 у 2002).